# Baniana crucilla
Baniana crucilla là một loài bướm đêm trong họ Erebidae.